# コディ・レイ
コディ・レイ（Codey Rei、1989年2月2日 - ）は、ニュージーランド・パテア出身のラグビー選手。

## プロフィール
- ポジションはスタンドオフ(SO)。
- 身長 183cm、体重 92kg
- ニックネームはC-レイ。
- U20ニュージーランド代表に選ばれたことがある[1]。
- マオリ・オールブラックスに選ばれたことがある[2]。

## 来歴
ニュープリマスボーイズ高校ノースハーバー、タラナキ、ブルースデベロップメント、チーフスデベロップメントを経て、2016年、神戸製鋼コベルコスティーラーズに加入。同年8月27日に行われたジャパンラグビートップリーグ第1節のNECグリーンロケッツ戦に先発出場で日本での公式戦初出場を果たす。
2018年、釜石シーウェイブスに加入。
2020年、釜石シーウェイブスを退団した。